# Trichoscarta marmorata
Trichoscarta marmorata är en insektsart som beskrevs av Jacobi 1921. Trichoscarta marmorata ingår i släktet Trichoscarta och familjen spottstritar. Inga underarter finns listade i Catalogue of Life.